# جامعة إسطنبول بيلجي
جامعة اسطنبول بيلجي ( (بالتركية: İstanbul Bilgi Üniversitesi)‏ ) ، تأسست رسميًا في العام 1996 ، وهي جامعة خاصة تقع في مدينة اسطنبول ، تركيا.
يوجد بالجامعة 4 أحرم جامعيه وتتمركز في اسطنبول وهي سانترال اسطنبول ، كوشتيبي ، دولابدير وكوزياتاجي. 
تضم جامعة إسطنبول بيلجي ما يقرب من 20000 طالب وخريج 45000 وذلك اعتبارا من العام 2020 وما يقرب من 1500 أكاديمي وذلك في 7 كليات و 3 معاهد و 4 مدارس و 3 مدارس مهنية وأكثر من 150 برنامجًا توفرها لتعليم طلابها المنتسبين والجامعيين والخريجين. 

## تاريخ الجامعة
اعتمادًا على مبدأ `` Non scholae، sed vitae discimus '' (التعلم ليس للمدرسة فقط بل للحياة) ، تأسست جامعة اسطنبول بيلجي باعتبارها الجامعة المؤسسية الرابعة في تركيا في العام 1996. أخذت الجامعة مكانها في نظام التعليم العالي التركي كشركة مدنية بعد الطلب الذي قدمته مؤسسة بيلجي للتعليم والثقافة وذلك بتاريخ 7 يونيو 1996 والموافقة اللاحقة من قبل الجمعية الوطنية التركية الكبرى. 
قبل التأسيس الرسمي للجامعة ، بدأت مدرسة اسطنبول للدراسات الدولية برامجها التعليمية في العام 1994 بالشراكة مع جامعة بورتسموث وكلية لندن للاقتصاد ، حيث قامت بتقديم دورات في إدارة الأعمال والعلاقات الدولية والاقتصاد وبرامج LSE.
في العام 1997 ، تم افتتاح الحرم الجامعي في كوتش تيبه مع 3 كليات ومعهدين و 12 برنامجًا مع أكثر من 1.000 طالب. بدأ التعليم في الحرم الجامعي دولاب ديريه في عام 2000 وفي نفس العام قمت الجامعة بتخريج طلابها الأوائل.
بين عامي 2006 و 2019 ، دخلت جامعة اسطنبول بيلجي في شراكة طويلة الأمد مع يوريت التعليمية وانضمت إلى شبكة الجامعات الدولية لوريت ، وهي واحدة من أكبر الشبكات الدولية للجامعات في العالم مع أكثر من 1،000،000 طالب مسجلين في ما يقرب من 70 مؤسسة في 5 قارات. 
في العام 2007 ، تم افتتاح حرم سانترال اسطنبول ، الحرم الجامعي الثالث للجامعة ، في موقع محطة توليد الطاقة سلاح تارغا التاريخية ، وهي أول محطة طاقة على نطاق حضري للإمبراطورية العثمانية بعد عملية التجديد. 
في العام 2015 ، تم إنشاء حرم كوز ياتاغي الجامعي في الجانب الآسيوي من اسطنبول.
في العام 2019 ، انضمت مجموعه شركات جان إلى مؤسسة بيلجي للتعليم كداعم. 

## تعليم
تضم جامعة اسطنبول بيلجي 7 كليات و 3 معاهد و 4 مدارس و 3 مدارس مهنية وأكثر من 150 برنامجًا وتوفر التعليم لطلابها المنتسبين والجامعيين والخريجين.
 

## الأحرم الجامعية

### سنترال اسطنبول

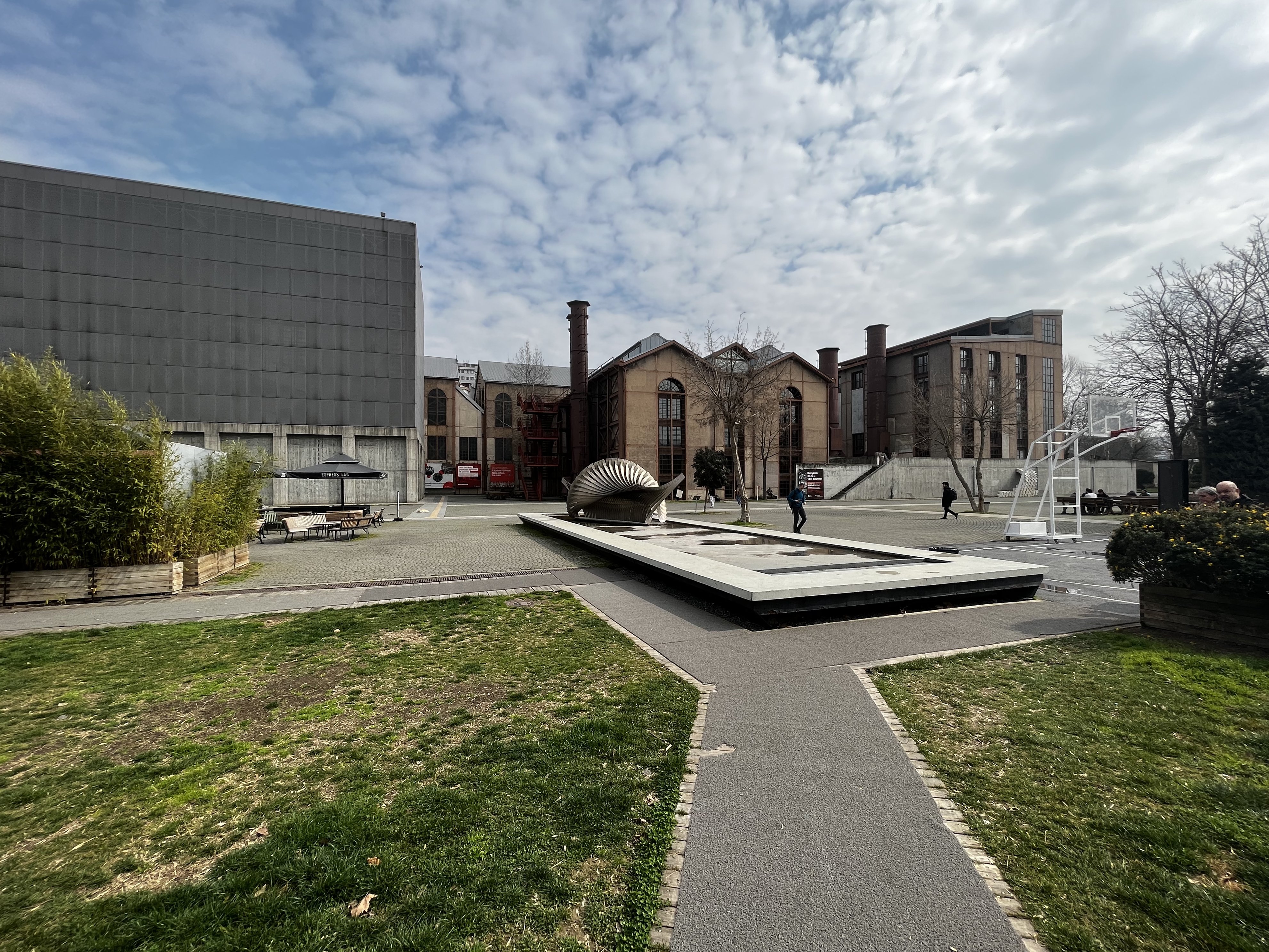
حرم سانترالستانبول

حرم سانترال اسطنبول هو الأكبر من بين أحرم الجامعة الأربعة ، ويمتد على مساحة 118000 م 2 (30 فدانًا تقريبًا). تم افتتاح الحرم الجامعي سانترال اسطنبول في عام 2007 ، وهو مجمع فني وثقافي يقع في الطرف العلوي من القرن الذهبي في منطقة ايوب في اسطنبول ، تركيا. ويتكون الحرم الجامعي ، الذي يتكون من متحف الطاقة ، ومدرج ، وقاعات للحفلات الموسيقية ومكتبة عامة ، داخل موقع محطة توليد الطاقة سلاح تاراغي التاريخية التي كانت أول محطة للطاقة في الإمبراطورية العثمانية. 
تم منح مبنى المعرض الرئيسي في حرم سانترال اسطنبول ، وهو مساحة لمعارض الفن المعاصر والأحداث الثقافية ، جوائز العمارة الدولية في العام 2010. 
حصل متحف الطاقة ، أول متحف للآثار الصناعية في تركيا ، على "جائزة DASA" في العام 2012 من أكاديمية المتحف الأوروبي. 
حصل مبنى بويلر هاوس ، الذي تم تجديده من قبل المهندس المعماري نوزت والذي تستخدمه كلية الهندسة حاليًا ، على جائزة الهندسة المعمارية الدولية في العام 2018 من متحف Chicago Athenaeum للهندسة المعمارية والتصميم. 
بالإضافة إلى ذلك ، يحتوي حرم سانترال اسطنبول الجامعي على مبنى ملحق يوفر مساحة تزيد عن ال 5000 متر مربع لحوالي 3000 طالب ، والتي من الممكن الوصول إليها في غضون أربع دقائق من الحرم الجامعي الرئيسي. 

### حرم دولاب ديريه
يقع حرم دولار ديريه بالقرب من تقسيم ، اسطنبول. حصل الحرم الجامعي على "جائزة الهيكل والعمارة الحياتية" في العام 2002 و "الجائزة الأوروبية للهيكل الصلب" في العام 2005. يستضيف الحرم الجامعي كلية العلوم الصحية وكلية العلوم التطبيقية ومركزًا للياقة البدنية ومسبحًا قصير المدى. 

### حرم كوتش تيبه
يقع حرم كوتش تيبه في منطقة شيشلي في إسطنبول ، وهو أول حرم جامعي لجامعة إسطنبول بيلجي بمساحة تبلغ 32000 متر مربع . يستضيف الحرم الجامعي المدرسة المهنية للخدمات الصحية ، وبرامج المدارس المهنية ، والبرنامج التحضيري للغة الإنجليزية ، ومنشأة رياضية داخلية. 
حرم كوزياتاجي
يقع حرم كوزياتاجي في الجانب الآسيوي من اسطنبول بمساحة 4300 متر مربع. 

## التسجيل في جامعة بيلجي
بوابة التطبيق الرسمية
المستندات التالية مطلوبة للحصول على قبول في جامعة بيلجي:
1. نسخة أصلية من شهادة الثانوية العامة مترجمة للغة الإنجليزية أو التركية ومصدقة من وزارة الخارجية.
2. نسخة من جواز السفر مترجمة إلى الإنجليزية أو التركية.
3. نسخة من كشف درجات الثانوية العامة مترجمة للغة الإنجليزية أو التركية ومصدقة من وزارة الخارجية.
4. إذا اختار الطالب دراسة التخصص في اللغة الإنجليزية ، يشترط الحصول على شهادة إتقان اللغة الإنجليزية.
5. صورة شخصية. 

## الحياة داخل الحرم الجامعي

### مجلس الطلبة
يمثل الطلاب في جامعة اسطنبول بيلجي مجلس طلابي ينتخبهم الطلاب كل عام خلال فصل الخريف. يحق للمجلس التدخل في مختلف القضايا المتعلقة بالمدرسة. ممثلون أكاديميون من كل قسم ، ينتخبهم الطلاب في فصل الخريف ، هم أيضًا جزء من المجلس. 

### نوادي طلابية
في جامعة اسطنبول بيلجي ، يوجد أكثر من 100 نادي طلابي يجمع الطلاب معًا من خلال نفس الهوايات والاهتمامات. تلعب الأندية الطلابية دورًا مهمًا في الحياة الاجتماعية للجامعة.  نظرًا لأن جامعة بيلجي تعتبر جامعة ليبرالية نسبيًا ، فقد كانت أيضًا أول جامعة تركية تعترف بمنظمة طلابية رسمية LGBT ، تُدعى Gokkusagi ، تم تسميتها باسم "قوس قزح" ، في عام 2007. 

## الاعتماد الاكاديمي
جامعة اسطنبول بيلجي هي جامعة خاصة في اسطنبول ، تركيا. وهي معتمدة من قبل مجلس التعليم العالي التركي (YÖK) والرابطة الأوروبية لضمان الجودة في التعليم العالي (ENQA). تحمل الجامعة أيضًا اعتمادات خاصة بالبرنامج من مختلف المنظمات الدولية.

## مراكز البحث
يوجد بالجامعة العديد من مراكز البحوث، بما في ذلك مركز القانون الدولي ، ومركز دراسات حل النزاعات ، ومركز السياسة الاجتماعية ودراسات النوع الاجتماعي. تجري هذه المراكز أبحاثًا حول مواضيع مختلفة وتوفر الفرص للطلاب وأعضاء هيئة التدريس للمشاركة في الأنشطة البحثية.

## البرامج الدولية
تقدم جامعة اسطنبول بيلجي مجموعة واسعة من البرامج الدولية ، بما في ذلك برامج التبادل والمدارس الصيفية وبرامج الدرجات المشتركة. تمتلك الجامعة شراكات مع أكثر من 200 جامعة حول العالم ، مما يسمح للطلاب بالدراسة في الخارج والمشاركة في التدريبات الدولية والمشاريع البحثية.

## شراكات الصناعة
لدى الجامعة شراكات مع مختلف الصناعات ، بما في ذلك وسائل الإعلام والتكنولوجيا والتمويل. توفر هذه الشراكات للطلاب فرصًا لاكتساب الخبرة العملية وبناء شبكات مهنية.

## مركز ريادة الأعمال
تمتلك جامعة إسطنبول بيلجي مركزًا لريادة الأعمال ، والذي يوفر الدعم والموارد للطلاب الذين يرغبون في بدء أعمالهم التجارية الخاصة. يقدم المركز ورش عمل وإرشاد وفرص تمويل لمساعدة الطلاب على تحويل أفكارهم إلى مشاريع ناجحة.

## المكتبات والمتاحف
يوجد في جامعة إسطنبول بيلجي ثلاث مكتبات ، واحدة في حرم دولابدير ، وواحدة في حرم كوشتيب الجامعي ، وواحدة في حرم سانترال في اسطنبول. تقدم مكتبة جامعة اسطنبول بيلجي نظامًا شاملاً لدعم برامج الشهادات الجامعية والبحث والتدريس. تحتوي المكتبة على أكثر من 180.000 كتاب مطبوع و 500.000 كتاب إلكتروني و 60.000 مجلة إلكترونية و 129 قاعدة بيانات وموسوعة إلكترونية. الوصول إلى هذه الموارد متاح عبر الإنترنت ، داخل الحرم الجامعي وخارجه. 
يحتوي حرم سانترال اسطنبول الجامعي على متحف الطاقة ، أول متحف للآثار الصناعية في تركيا والذي جاء مع تحويل غرف التوربينات الأصلية لمحطة الطاقة والحفاظ الدقيق على محتوياتها. 
تأسست مطبعة جامعة اسطنبول بيلجي في عام 2000. 

## العضويات والانتماءات الدولية
أصبحت جامعة اسطنبول بيلجي واحدة من الجامعات الدولية الرائدة في تركيا حيث تضم ما يقرب من 2000 طالب دولي من أكثر من 90 دولة. لدى الجامعة اتفاقيات شراكة مع أكثر من 250 مؤسسة رائدة في 40 دولة في نطاق برامج Erasmus + ، وبرامج التنقل الثنائية والسويسرية. 
جامعة اسطنبول بيلجي هي عضو في رابطة الجامعات الأوروبية (EUA) ، ومرصد ماجنا كارتا للقيم والحقوق الجامعية الأساسية ، والميثاق العالمي للأمم المتحدة (UNGC) ، ومبادئ التعليم الإداري المسؤول (PRME) ، وبرنامج التعليم العالي لمنظمة التعاون الاقتصادي والتنمية IMHE ، و جمعية تطوير كليات إدارة الأعمال الجامعية (AACSB). 

## الترتيب والجوائز
صُنفت جامعة إسطنبول بيلجي ضمن أفضل 130 جامعة في قائمة "أفضل الجامعات في أوروبا الناشئة وآسيا الوسطى" وذلك لعام 2020 الخاصة بجودة التعليم العالي ذات السمعة الطيبة QS.  وفقًا للتصنيفات ، تعد جامعة بيلجي من بين أفضل 4 جامعات مؤسسية في تركيا. 
بالإضافة إلى ذلك ، حصلت جامعة اسطنبول بيلجي على 4 نجوم من قبل QS Stars في العام 2019. من خلال هذا الإنجاز ، أثبتت Bilgi نجاحها دوليًا في مجالات تصميم البرامج والبحث والسمعة الدولية وإمكانية توظيف الخريجين والمسؤولية الاجتماعية والشمولية والتسهيلات. 
كشفت نتائج العام 2019 لـ "استبيان رضا الجامعات التركية (TÜMA)" ، الذي أجراه مختبر التقييم والبحث الجامعي (ÜniAr) ، أن جامعة إسطنبول بيلجي تحتل المرتبة الأولى في المجموعة A ، والتي تُعرف بمستوى الرضا العالي. 
صُنفت جامعة إسطنبول بيلجي ضمن أفضل 400 جامعة في مجال العلوم السياسية وفقًا لتقرير التصنيف العالمي للموضوعات الأكاديمية لعام 2019 الذي أجرته شركة ShanghaiRanking Consultancy. 
وفقًا لمجلس البحث العلمي والتكنولوجي في تركيا (TBİTAK) "مؤشر الجامعات الابتكارية وريادة الأعمال وذلك لعام 2017" ، صُنفت جامعة إسطنبول بيلجي ضمن أفضل 40 جامعة. 
احتلت جامعة اسطنبول بيلجي المرتبة الثالثة في استطلاع "أفضل جامعات تركيا وذلك لعام 2018" الذي أجرته بلومبرج بيزنس ويك. 
بالإضافة إلى ذلك ، تم منح برنامج اللغة الإنجليزية التحضيري بجامعة إسطنبول بيلجي اعتمادًا لمدة خمس سنوات من CEA (لجنة اعتماد برنامج اللغة الإنجليزية) في عام 2015. 
تم اعتماد برنامج البكالوريوس في علم النفس بجامعة إسطنبول بيلجي من قبل جمعية علماء النفس الأتراك (TPD) ، كواحد من 12 برنامجًا معتمدًا من بين 77 برنامجًا جامعيًا لعلم النفس في تركيا و جمهورية شمال قبرص التركية. 
أصبح تخصص علاج الأزواج والأسرة في برنامج الدراسات العليا لعلم النفس السريري بجامعة إسطنبول بيلجي ، في العام 2015 ، البرنامج الأول والوحيد في تركيا المعتمد من قبل اللجنة الدولية لاعتماد التدريب على العلاج النظامي التابعة للجمعية الدولية للعلاج الأسري (IFTA). 
تم اعتماد خمسة برامج جامعية لكلية الهندسة والعلوم الطبيعية بجامعة إسطنبول بيلجي (الكمبيوتر والكهرباء والإلكترونيات وأنظمة الطاقة والصناعة وعلم الوراثة والهندسة الحيوية) من قبل MÜDEK حتى تاريخ 30 سبتمبر 2020. MÜDEK (جمعية تقييم واعتماد البرامج الهندسية) هي مؤسسة مرخصة بالكامل لتقديم الاعتماد من قبل مجلس التعليم العالي.
بالإضافة إلى ذلك ، أصبحت جامعة بيلجي أول مؤسسة للتعليم العالي في تركيا يتم اعتمادها من قبل الكلية العليا والجامعة WASC (WSCUC) ، وهي واحدة من أكثر مؤسسات الاعتماد احترامًا في العالم. 

## روابط خارجية
- الموقع الرسمي